# Schragen (Haan)

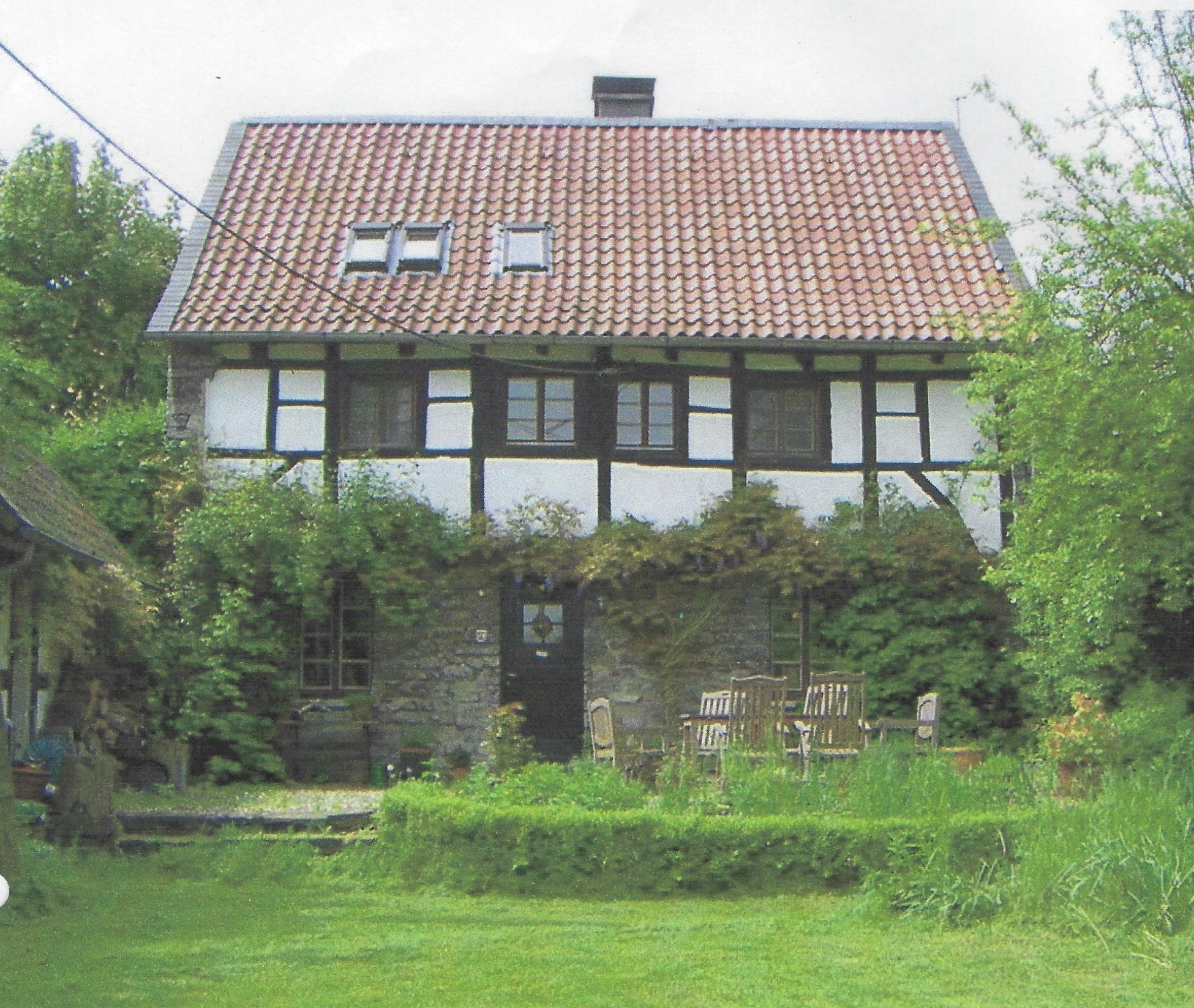
Denkmalgeschütztes Haus Schragen 22

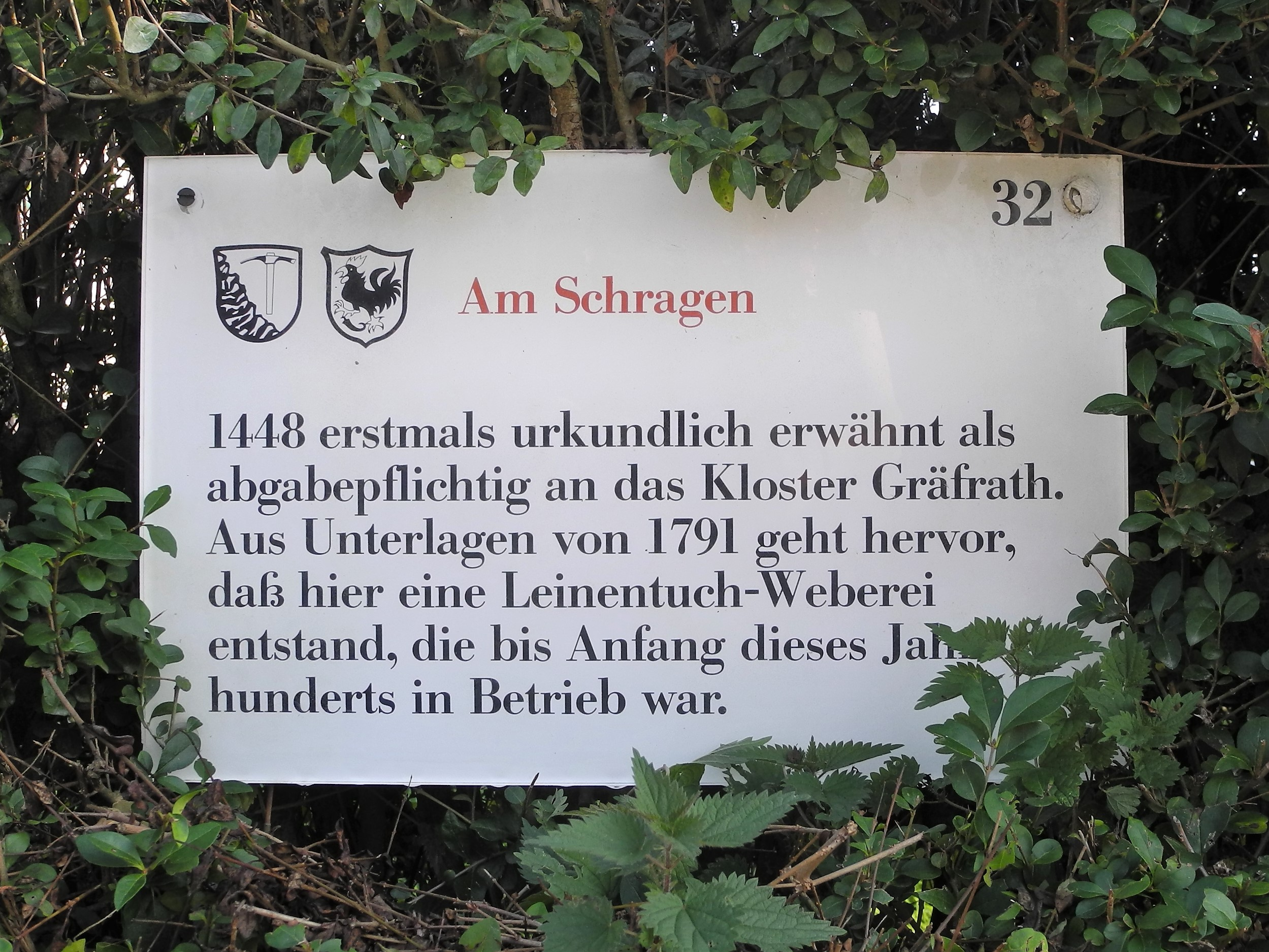
Info-Tafel im Ort

Schragen ist eine Hofschaft in der Stadt Haan im Kreis Mettmann.

## Lage und Beschreibung
Schragen befindet sich im ländlich geprägten Nordwesten von Haan im Ortsteil Gruiten. Der Ort liegt unmittelbar an der Stadtgrenze zu Mettmann und dem dortigen Ortsteil Flasche. In einem Talgrund im Osten verläuft die Düssel durch das Naturschutzgebiet Neandertal. Nördlich verläuft die Trasse der Bundesstraße 7. Der Ort selbst besteht lediglich aus zwei heute denkmalgeschützten Fachwerkhäusern mit ihren Nebengebäuden. Weitere Nachbarorte sind Bracken, Frinzhäuschen, Steinöckel und Höchsten.

## Geschichte
Die Hofschaft lässt sich bis in das 15. Jahrhundert zurückverfolgen, als sie im Jahre 1448 erstmals urkundlich erwähnt wurde. Sie hatte an Kloster Gräfrath Abgaben zu leisten. Im Jahre 1791 entstand in Schragen eine Leinentuch-Weberei, die bis Anfang des 20. Jahrhunderts in Betrieb war.
Die noch erhaltenen zwei Fachwerkwohnhäuser und eine kleine Scheune aus Bruchstein stammen aus dem 17. und 18. Jahrhundert. Die Scheune gilt als eine der wenigen Beispiele dieser Bauweise im niederbergischen Land. Die Gebäude wurden am 21. Oktober 1982 unter der Nummer A0062 in die Denkmalliste der Stadt Haan eingetragen.